# Остерлох, Роберт
Роберт Остерлох (англ. Robert Osterloh), полное имя Роберт Эдвард Остерлох (англ.  Robert Edward Osterloh); 31 мая 1918 — 16 апреля 2001) — американский актёр кино и телевидения 1940—1970-х годов.
За время своей карьеры, охватившей период с 1948 по 1968 год, Остерлох снялся в 56 фильмах, среди которых «Белая горячка» (1949), «Крест-накрест» (1949), «Без ума от оружия» (1950), «711 Оушен Драйв» (1950), «День, когда остановилась Земля» (1951), «Джонни Гитара» (1954), «Бунт в тюремном блоке № 11» (1954), «Втoржение похитителей тел» (1956), «Пожнёшь бурю»(1960) и «Ребёнок Розмари» (1968),

## Ранние годы и начало карьеры
Роберт Остерлох, имя при рождении Роберт Эдвард Остерлох, родился 31 мая 1918 года в Питтсбурге, Пенсильвания, в семье врача.
Во время учёбы в старших классах школы в Питтсбурге Остерлох был президентом студенческого совета и драматического кружка, а также играл в школьных спектаклях. По окончании школы он намеревался пойти по стопам отца и стать врачом. На театральной сцене Остерлоха обнаружил агент, пригласивший его попробоваться в кино.

## Кинематографическая карьера
Остерлох дебютировал на большом экране в 1948 году в фильме нуар студии Columbia Pictures «Тёмное прошлое» (1948), сыграв роль подручного сбежавшего из тюрьмы психопатического гангстера (Уильям Холден) . В том же году Остерлох сыграл роль гангстера в фильме нуар «Инцидент» (1948), после чего подписал контракт с Warner Bros..
В 1949 году Остерлох сыграл в восьми фильмах, наиболее значимым среди которых был классический фильм нуар «Белая горячка» (1949). В этой картин Остерлох сыграл Томми Райли, сокамерника психопатического гангстера Коди Джаретта (Джеймс Кэгни). Томми приносит новости Коди, что его любимая мать умерла, а в финале картины Коди убивает Томми выстрелом в спину, когда тот пытается сдаться полиции. У Остерлоха также были роли в фильмах нуар «Крест-накрест» (1949), «Сыщик» (1949), где сыграл полицейского осведомителя, которого мафия расстреливает прямо на улице, и социальный нуар «Город за рекой» (1949), где он был учителем в школе для трудных подростков, двое из которых в стычке его убивают. У Остерлоха была роль офицера полиции в расовой драме Элии Казана «Пинки» (1949) и агента спецслужб в нуаре «Незаконное проникновение» (1949).
В 1950 году Остерлох также сыграл в семи фильмах, четыре из которых были фильмами нуар. Одну из своих самых памятных ролей Остерлох исполнил в фильме нуар «711 Оушен Драйв» (1950), где он сыграл Гицци, который совершает заказное убийство, однако затем его самого убивают, когда он пытается шантажировать заказчика. Он также сыграл небольшую роль полицейского в нуаре «Без ума от оружия» (1950) . Он также был полицейским в нуаре о незаконной иммиграции «Леди без паспорта» (1950) с Хэди Ламарр и сыграл в нуаре о фальшивомонетчиках «Саутсайд 1-1000» (1950).
В 1951 году у Остерлоха было девять фильмов, наиболее значимым среди которых был хитовый научно-фантастический фильм «День, когда остановилась Земля» (1951) с Майклом Ренни и Патрицией Нил, где Остерлох сыграл военного, майора Уайта. В напряжённой расовой драме «Колодец» (1951)  Остерлох играет важную роль одного из организаторов бунта белого населения против чёрных, который затем меняет своё отношение к происходящему и предпринимает немалые усилия, чтобы спасти чёрную девочку. В том же году Остерлох получил небольшие роли в фильмах нуар «Вор» (1951), «Без лишних вопросов» (1951) и «Толстяк» (1951). Год спустя Остерлох сыграл в четырёх фильмах — в военной драме «Минута до нуля» (1952), приключенческом экшне «Красное небо Монтаны» (1952), спортивная драма «Ринг» (1952) и историческая приключенческая лента «Мятеж» (1952).
В 1953 году у Остерлоха была небольшая роль в драме «Дикарь» (1953) «с Марлоном Брандо в роли бунтарского лидера банды мотоциклистов в кожаной куртке». Остерлох также сыграл роль покупателя, приобретающего бар, в фильме нуар «Порочная женщина» (1953), а также в приключенческой комедии «Частные сыщики» (1953). На следующий год в тюремном нуаре «Бунт в тюремном блоке № 11» (1954) у Остерлоха была значимая роль умного и трезвомыслящего заключённого по кличке Полковник, который помогает направить бунт в рамки выдвижения разумных требований к властям . Он также получил небольшую роль в культовом вестерне «Джонни Гитара» (1954) с Джоан Кроуфорд и Стерлингом Хейденом. В 1955 году Остерлох сыграл бармена в нуарном триллере «Жестокая суббота» (1955) и полковника Роберта Э. Ли в исторической драме о жизни и деятельности американского аболициониста Джона Брауна «Семеро сердитых мужчин» (1955).
В 1956 году Остерлох был водителем машины скорой помощи в фантастическом фильме «Вторжение похитителей тел» (1956), а также сыграл небольшие роли в фильме нуар «Машины на продажу» (1956) и трёх вестернах — «Звезда в пыли» (1956), «Джонни Кончо» (1956) и «Десперадо в городе» (1956). Год спустя у Остерлоха была роль агента ФБР в гангстерском биографическом нуаре «Малыш Нельсон» (1957), после чего он сыграл лейтенанта в фильме ужасов «Я хороню живого» (1958). Другими его картинами стали вестерн с Джоэлом Маккри «Форт павших» (1958), фильм нуар «Дело против Бруклина» (1958) и вестерн «Шериф». В социальной судебной драме «Пожнёшь бурю» (1960) со Спенсер Трейси и Фредриком Марчем у Остерлоха была небольшая роль помощника шерифа.
Пять лет спустя Остерлох вернулся на большой экран, сыграв в криминальной драме «Молодой Диллинджер» (1965), за которым последовали драма «Оскар» (1966), криминальный триллер «Предупредительный выстрел» (1967), а также хоррор-драма «Ребёнок Розмари» (1960). Последняя крупная экранная роль у Остерлоха была в криминальном экшне «Блеф Кугана» (1968) с участием Клинта Иствуда, где Остерлох сыграл помощника шерифа.

## Карьера на телевидении
В 1950-е годы Остерлох начал успешную телевизионную карьеру, сыграв заметные роли в пилотных эпизодах двух значимых сериалов — «Перри Мейсон» (1957), где играл важную роль владельца ресторана и «Неприкасаемые» (1959), где был членом команды федеральных агентов. Всего за период с 1952 по 1972 год Остерлох сыграл в 112 эпизодах 78 различных сериалов, среди которых «Миллионер» (1956), «Караван повозок» (1957—1964, 5 эпизодов), «Перри Мейсон» (1957—1959, 2 эпизода), «Дымок из ствола» (1958), «Бонанза» (1959), «Неприкасаемые» (1959—1961, 2 эпизода), «Стрелок» (1960), «Триллер» (1960), «ФБР» (1966—1967, 2 эпизода), «Айронсайд» (1971) и «Хек Рэмзи» (1972) .

## Актёрское амплуа
Роберт Остерлох, был талантливым актёром широкого профиля, карьера которого охватила четыре десятилетия. Более всего Остерлох известен исполнением ролей крутых парней в криминальных фильмах.Его самая знаменитая роль — подручный Джеймса Кэгни в классическом фильме «Белая горячка» (1949). В 1950-е годы он сыграл «несколько ролей офицеров в различной униформе и различных рангов».

## Личная жизнь
Остерлох был женат на Харриет Хьюз (англ. Harriet Hughes), с которой познакомился в 1945 году, когда проходил воинскую службу в составе медицинского корпуса в Великобритании. С Харриет он прожил до своей смерти, у пары было 3 детей.

## Смерть
Роберт Остерлох умер в Лос-Ососе, Калифорния, 16 апреля 2001 года в возрасте 82 лет.

## Фильмография
| Год         |    | Русское название                 | Оригинальное название                    | Роль                                                             |
| ----------- | -- | -------------------------------- | ---------------------------------------- | ---------------------------------------------------------------- |
| 1948        | ф  | Тёмное прошлое                   | The Dark Past                            | Пит                                                              |
| 1948        | ф  | Инцидент                         | Incident                                 | Джеймс «Стэтс» Стэттери                                          |
| 1949        | ф  | Город за рекой                   | City Across the River                    | мистер Бэннон                                                    |
| 1949        | ф  | Дулинсы из Оклахомы              | The Doolins of Oklahoma                  | Уичита Смит                                                      |
| 1949        | ф  | Я обманул закон                  | I Cheated the Law                        | Джо Корси                                                        |
| 1949        | ф  | Незаконное проникновение         | Illegal Entry                            | агент Кроутерс                                                   |
| 1949        | ф  | Сыщик                            | The Undercover Man                       | Эмануэль «Мэнни» Зангер                                          |
| 1949        | ф  | Без ума от оружия                | Gun Crazy                                | полицейский в Хэмптоне                                           |
| 1949        | ф  | Крест-накрест                    | Criss Cross                              | мистер Нельсон (в титрах не указан)                              |
| 1949        | ф  | Пинки                            | Pinky                                    | офицер полиции (в титрах не указан)                              |
| 1949        | ф  | Белая горячка                    | White Heat                               | Томми Райли (в титрах не указан)                                 |
| 1950        | ф  | 711 Оушен Драйв                  | 711 Ocean Drive                          | Гицци                                                            |
| 1950        | ф  | Гавань пропавших людей           | Harbor of Missing Men                    | Джонни                                                           |
| 1950        | ф  | Леди без паспорта                | A Lady Without Passport                  | лейтенант Лэннахан, нью-йоркская полиция                         |
| 1950        | ф  | Паломино                         | The Palomino                             | Сэм Дрейк                                                        |
| 1950        | ф  | Саутсайд 1-1000                  | Southside 1-1000                         | Альберт                                                          |
| 1950        | ф  | Удар справа                      | Right Cross                              | Тотем, менеджер Хелдона (в титрах не указан)                     |
| 1951        | ф  | Пещера преступников              | Cave of Outlaws                          | Блэкхек                                                          |
| 1951        | ф  | Барабаны глубокого юга           | Drums in the Deep South                  | сержант Харпер                                                   |
| 1951        | ф  | Толстяк                          | The Fat Man                              | Флетчер                                                          |
| 1951        | ф  | Великий рейд по Миссури          | The Great Missouri Raid                  | Огаст                                                            |
| 1951        | ф  | Без лишних вопросов              | No Questions Asked                       | Оуни                                                             |
| 1951        | ф  | Вор                              | The Prowler                              | коронер                                                          |
| 1951        | ф  | Колодец                          | The Well                                 | Уайли                                                            |
| 1951        | ф  | День, когда остановилась Земля   | The Day the Earth Stood Still            | майор Уайт (в титрах не указан)                                  |
| 1951        | ф  | Нью-Мексико                      | New Mexico                               | рядовой Парсонс (в титрах не указан)                             |
| 1951        | с  | Театр «Бигелоу»                  | The Bigelow Theatre                      | (1 эпизод)                                                       |
| 1952        | ф  | Мятеж                            | Mutiny                                   | Фивершем, канонир                                                |
| 1952        | ф  | Минута до нуля                   | One Minute to Zero                       | майор Дэвис                                                      |
| 1952        | ф  | Ринг                             | The Ring                                 | Фредди Джек                                                      |
| 1952        | ф  | Красное небо Монтаны             | Red Skies of Montana                     | Мак, диспетчер (в титрах не указан)                              |
| 1952        | с  | Доктор                           | The Doctor                               | (1 эпизод)                                                       |
| 1952        | с  | Витрина вашего ювелира           | Your Jeweler's Showcase                  | (1 эпизод)                                                       |
| 1952        | с  | Ответный удар                    | Rebound                                  | разные роли (3 эпизода)                                          |
| 1952        | с  | Неожиданное                      | The Unexpected                           | Мартин (1 эпизод)                                                |
| 1952        | с  | Дела Джеффри Джонса              | The Files of Jeffrey Jones               | Пит Марко (1 эпизод)                                             |
| 1952—1954   | с  | Театр звезд от «Шлитц»           | Schlitz Playhouse of Stars               | разные роли (5 эпизодов)                                         |
| 1953        | ф  | Детективы                        | Private Eyes                             | профессор Деймон                                                 |
| 1953        | ф  | Королевские африканские стрелки  | The Royal African Rifles                 | Карни                                                            |
| 1953        | ф  | Порочная женщина                 | Wicked Woman                             | Ларри Лаури                                                      |
| 1953        | ф  | Дикарь                           | The Wild One                             | Бен                                                              |
| 1953        | с  | Мой герой                        | My Hero                                  | (1 эпизод)                                                       |
| 1953        | с  | Твоя любимая история             | Your Favorite Story                      | (1 эпизод)                                                       |
| 1953        | с  | Театр «Корона» с Глорией Суонсон | Crown Theatre with Gloria Swanson        | разные роли (2 эпизода)                                          |
| 1953        | с  | Большой город                    | Big Town                                 | (1 эпизод)                                                       |
| 1953        | с  | Театр «Шеврон»                   | Chevron Theatre                          | разные роли (2 эпизода)                                          |
| 1953        | с  | Театр четырёх звёзд              | Four Star Playhouse                      | Стэн, крупье (1 эпизод)                                          |
| 1953—1955   | с  | Вы — там                         | You Are There                            | разные роли (2 эпизода)                                          |
| 1953 — 1957 | с  | Кавалькада Америки               | Cavalcade of America                     | разные роли (2 эпизода)                                          |
| 1954        | ф  | Бунт в тюремном блоке № 11       | Riot in Cell Block 11                    | Полковник                                                        |
| 1954        | тф | Для защиты                       | For the Defense                          | Дюк                                                              |
| 1954        | ф  | Джонни Гитара                    | Johnny Guitar                            | Сэм (в титрах не указан)                                         |
| 1954        | с  | Порт                             | Waterfront                               | Марти Блай (1 эпизод)                                            |
| 1954        | с  | Одинокий волк                    | The Lone Wolf                            | Джек Проктер (1 эпизод)                                          |
| 1954        | с  | Мистер и миссис Норт             | Mr. & Mrs. North                         | Майк Гарви (1 эпизод)                                            |
| 1954        | с  | Театр у камина                   | Fireside Theatre                         | (1 эпизод)                                                       |
| 1954        | с  | Медик                            | Medic                                    | Альберт Олафсон (1 эпизод)                                       |
| 1954        | с  | Свистун                          | The Whistler                             | разные роли (2 эпизода)                                          |
| 1954—1955   | с  | Общественный защитник            | Public Defender                          | разные роли (2 эпизода)                                          |
| 1955        | ф  | История в Аннаполисе             | An Annapolis Story                       | мичман Лэйссон                                                   |
| 1955        | ф  | Человек с оружием                | Man with the Gun                         | Вирг Троттер (в титрах не указан)                                |
| 1955        | ф  | Семь разгневанных мужчин         | Man with the Gun                         | подполковник Роберт Е. Ли (в титрах не указан)                   |
| 1955        | ф  | Жестокая суббота                 | Violent Saturday                         | Рой, бармен (в титрах не указан)                                 |
| 1955        | ф  | Вторжение похитителей тел        | Invasion of the Body Snatchers           | водитель машины скорой помощи (в титрах не указан)               |
| 1955        | с  | Солдаты удачи                    | Soldiers of Fortune                      | Картер Логан (1 эпизод)                                          |
| 1955        | с  | Сцена 7                          | Stage 7                                  | детектив (1 эпизод)                                              |
| 1955        | с  | Театр «Дженерал Электрик»        | General Electric Theater                 | Солли (1 эпизод)                                                 |
| 1955        | с  | Театр звёзд                      | Celebrity Playhouse                      | разные роли (2 эпизода)                                          |
| 1955        | с  | Звезда и история                 | The Star and the Story                   | офицер Арт Канелли (2 эпизода)                                   |
| 1955        | с  | Человек со значком               | The Man Behind the Badge                 | Рой Миллер (1 эпизод)                                            |
| 1955 — 1956 | с  | «Ридерс Дайджест» на ТВ          | TV Reader's Digest                       | разные роли (3 эпизода)                                          |
| 1955—1958   | с  | Театр Джейн Уаймен               | Jane Wyman Presents The Fireside Theatre | разные роли (5 эпизодов)                                         |
| 1956        | ф  | Десперадо в городе               | The Desperados Are in Town               | помощник шерифа Майк Брум                                        |
| 1956        | ф  | Машины на продажу                | Hot Cars                                 | Джордж Хейман                                                    |
| 1956        | ф  | Джонни Кончо                     | Johnny Concho                            | Дюк Лэнг                                                         |
| 1956        | ф  | Звезда в пыли                    | Star in the Dust                         | Ригдон                                                           |
| 1956        | с  | Миллионер                        | The Millionaire                          | доктор Свонсон (1 эпизод)                                        |
| 1956        | с  | Театр Этель Бэрримор             | Ethel Barrymore Theater                  | разные роли (2 эпизода)                                          |
| 1956        | с  | Борец за правду                  | Crusader                                 | разные роли (2 эпизода)                                          |
| 1957        | ф  | Малыш Нельсон                    | Baby Face Nelson                         | агент ФБР Джонсон                                                |
| 1957        | с  | Час «Двадцатого века Фокс»       | The 20th Century-Fox Hour                | Том Робинсон (1 эпизод)                                          |
| 1957        | с  | Код 3                            | Code 3                                   | лейтенант Сойер (1 эпизод)                                       |
| 1957—1959   | с  | Перри Мейсон                     | Perry Mason                              | разные роли (2 эпизода)                                          |
| 1957— 1964  | с  | Караван повозок                  | Wagon Train                              | разные роли (5 эпизодов)                                         |
| 1958        | ф  | Дело против Бруклина             | The Case Against Brooklyn                | детектив, сержант Бонни                                          |
| 1958        | ф  | Форт павших                      | Fort Massacre                            | Швабекер                                                         |
| 1958        | ф  | Я хороню живого                  | I Bury the Living                        | лейтенант Клейборн                                               |
| 1958        | с  | Мишень                           | Target                                   | лейтенант Клинт Нолан (1 эпизод)                                 |
| 1958        | с  | Театр 90                         | Playhouse 90                             | (1 эпизод)                                                       |
| 1958        | с  | Дымок из ствола                  | Gunsmoke                                 | Дэн Дресслар (1 эпизод)                                          |
| 1958—1962   | с  | Истории Уэллс-Фарго              | Tales of Wells Fargo                     | разные роли (2 эпизода)                                          |
| 1959        | ф  | Шериф                            | Warlock                                  | профессор (в титрах не указан)                                   |
| 1959        | ф  | Банда Лица со шрамом             | The Scarface Mob                         | Том Копка (в титрах не указан)                                   |
| 1959        | с  | Команда М                        | M Squad                                  | Джо Дализо (1 эпизод)                                            |
| 1959        | с  | Театр Дезилу от «Вестингхаус»    | Westinghouse Desilu Playhouse            | Том Копке (2 эпизода)                                            |
| 1959        | с  | Шаг за грань                     | One Step Beyond                          | мистер Диббл (1 эпизод)                                          |
| 1959        | с  | Бонанза                          | Bonanza                                  | Кейси (1 эпизод)                                                 |
| 1959        | с  | Закон жителя равнин              | Law of the Plainsman                     | Джо Бейкер (1 эпизод)                                            |
| 1959        | с  | Годы беззакония                  | The Lawless Years                        | Том Уильямс (1 эпизод)                                           |
| 1959        | с  | Натянутый канат                  | Tightrope                                | Пэкки (1 эпизод)                                                 |
| 1959        | с  | Человек с камерой                | Man with a Camera                        | Джо Теннуто (1 эпизод)                                           |
| 1959 — 1961 | с  | Этот человек Доусон              | This Man Dawson                          | Джек Фэллон (2 эпизода)                                          |
| 1959—1961   | с  | Помощник шерифа                  | The Deputy                               | разные роли (3 эпизода)                                          |
| 1959—1961   | с  | Неприкасаемые                    | The Untouchables                         | разные роли (2 эпизода)                                          |
| 1960        | ф  | Пожнешь бурю                     | Inherit the Wind                         | Сэм, помощник шерифа, арестовывающий Кейтса (в титрах не указан) |
| 1960        | с  | Стрелок                          | The Rifleman                             | Уолт Даркинс (1 эпизод)                                          |
| 1960        | с  | Разыскивается живым или мёртвым  | Wanted: Dead or Alive                    | Кенни (1 эпизод)                                                 |
| 1960        | с  | Ларами                           | Laramie                                  | шериф Морт Кори (1 эпизод)                                       |
| 1960        | с  | Маркэм                           | Markham                                  | Свортс / Пэкки (1 эпизод)                                        |
| 1960        | с  | Люди в космосе                   | Men Into Space                           | доктор Джек Райс (1 эпизод)                                      |
| 1960        | с  | Триллер                          | Thriller                                 | капитан Грир (1 эпизод)                                          |
| 1960        | с  | Маршал США                       | U.S. Marshal                             | шериф Джерри Бейкер (1 эпизод)                                   |
| 1960        | с  | Стрелок Слейд                    | Shotgun Slade                            | Оуэн (1 эпизод)                                                  |
| 1960        | с  | Шах и мат                        | Checkmate                                | Селби (1 эпизод)                                                 |
| 1960        | с  | Отель де Пари                    | Hotel de Paree                           | священник (1 эпизод)                                             |
| 1961        | с  | Задание: под водой               | Assignment: Underwater                   | лейтенант Сэмпсон (1 эпизод)                                     |
| 1961        | с  | Ревущие 20-е                     | The Roaring 20's                         | Льюис (1 эпизод)                                                 |
| 1961        | с  | Коронадо 9                       | Coronado 9                               | Фрэнк Барлоу (1 эпизод)                                          |
| 1961        | с  | Братья Браннаганы                | The Brothers Brannagan                   | Гарри (1 эпизод)                                                 |
| 1961        | с  | Сотня Кейна                      | Cain's Hundred                           | капитан Фрэнк Лесли (1 эпизод)                                   |
| 1961        | с  | Шепчущий Смит                    | Whispering Smith                         | Бен Эйвери (1 эпизод)                                            |
| 1964        | с  | За гранью возможного             | The Outer Limits                         | генерал (1 эпизод)                                               |
| 1965        | ф  | Молодой Диллинджер               | Young Dillinger                          | федеральный агент Баум                                           |
| 1965        | с  | Легенда о Джесси Джеймсе         | The Legend of Jesse James                | шериф (1 эпизод)                                                 |
| 1966        | ф  | Оскар                            | The Oscar                                | репортёр на премьере (в титрах не указан)                        |
| 1966        | с  | Бежать ради жизни                | Run for Your Life                        | Фрэнк Немо (1 эпизод)                                            |
| 1966—1967   | с  | ФБР                              | The F.B.I.                               | разные роли (2 эпизода)                                          |
| 1967        | ф  | Предупредительный выстрел        | Warning Shot                             | репортёр (в титрах не указан)                                    |
| 1967        | с  | Отряд по борьбе с преступностей  | The Felony Squad                         | бригадир (1 эпизод)                                              |
| 1967        | с  | Захватчики                       | The Invaders                             | Карл Уайет (1 эпизод)                                            |
| 1968        | тф | Тень над Элвероном               | Shadow Over Elveron                      | помощник шерифа Эд Келли                                         |
| 1968        | ф  | Блеф Кугана                      | Coogan's Bluff                           | помощник шерифа (в титрах не указан)                             |
| 1968        | ф  | Ребенок Розмари                  | Rosemary's Baby                          | мистер Фонтейн (в титрах не указан)                              |
| 1971        | с  | Айронсайд                        | Ironside                                 | разные роли (2 эпизода)                                          |
| 1972        | с  | Бюро Дельфи                      | The Delphi Bureau                        | пьяный (1 эпизод)                                                |
| 1972        | с  | Хек Рэмзи                        | Hec Ramsey                               | Гарри (1 эпизод)                                                 |